# 锁懋坚
锁懋坚（?—?），回回人，杭州人，明朝诗人。
锁懋坚才思敏捷、文笔清丽。现存《沈醉东风》词一阕。这首词是他在成化中游莒城（浙江吴兴）时，朱文理向锁懋坚索诗，锁懋坚即席填词，咏朱家假山。
风过处，香生院宇。雨收时翠湿琴书。移来小朵峰，幻出天然趣。
倚阑干，尽日披图。谩说蓬莱恐是虚，只此是神仙洞府。